# (33322) 1998 QQ5
1998 كيو كيو 5 (ويعرف أيضًا باسم (33322) 1998 كيو كيو 5 وفق تسمية الكوكب الصغير) (بالإنجليزية: 1998 QQ5)‏ هو كويكب ضمن حزام الكويكبات؛ وترتيبه 33322 من حيث الاكتشاف.
اكتُشف هذا الجُرم الفلكي بواسطة بحث لنكولن عن الكويكبات القريبة من الأرض في 19 أغسطس 1998.

## وصلات خارجية
- (33322) 1998 QQ5 في قاعدة بيانات مختبر الدفع النفاث لأجرام النظام الشمسي الصغيرة

- الاكتشاف · مخطط المدار ·  العناصر المدارية · المعلمات المادية

- (33322) 1998 QQ5 على موقع ويكي سكاي: DSS2, SDSS, GALEX, IRAS, Hydrogen α, X-Ray, Astrophoto, Sky Map, Articles and images